# Lycosa ringens
Lycosa ringens är en spindelart som beskrevs av Ezio Tongiorgi 1977. Lycosa ringens ingår i släktet Lycosa och familjen vargspindlar. Inga underarter finns listade i Catalogue of Life.